# Apuesta en directo
Una apuesta en directo (también conocida como live, del inglés) es un tipo especial de apuesta que se realiza mientras el evento sobre el cual apostamos se está desarrollando. Este tipo de apuestas son muy populares sobre todo en competiciones deportivas, tales como fútbol, tenis, baloncesto, Fórmula 1, etc. Su éxito entre los apostantes se ha disparado desde la popularización de las apuestas por internet, aunque también es posible realizarlas desde sport bars y centros de apuestas.

## Particularidades de las apuestas en directo
Las apuestas en directo tienen como característica principal la actualización en tiempo real de las cuotas de las apuestas en función de cómo se desarrolla el evento al que se refieren. De esta manera, si un partido o competición sufre grandes variaciones en su desarrollo, las cuotas de las apuestas se actualizan y cambian de valor con gran celeridad. Esto genera para los apostantes la oportunidad de negociar con estos cambios en las cuotas y obtener beneficios con ellos.
Por otro lado, las apuestas en directo añaden emoción al seguimiento de los acontecimientos, así que muchos aficionados acuden a ellas más atraídos por su vertiente lúdica que por una rentabilidad económica más profesionalizada.

## Estrategias de apuestas en directo
Existen diversas estrategias para apostar en directo. Entre ellas destacan:
- Estrategias de valor (value): consisten en apostar a que las cuotas ofrecidas reflejan una probabilidad inferior a la que el operador estima.
- Estrategias de trading: consisten en negociar con la evolución del valor de las cuotas, tomando una posición para cerrarla al cabo de un tiempo con un beneficio.
- Estrategias de arbitraje o cobertura: consisten en cubrir todas las posibles alternativas en el desenlace del evento con cuotas ajustadas de forma que se obtiene un beneficio seguro independientemente del resultado final.

Durante el desarrollo de un evento se pueden aplicar una o varias de estas estrategias. Incluso, pueden realizarse combinaciones de apuestas en directo y anteriores al evento. La base de todas estas estrategias consiste en aprovechar los cambios de cuotas que se producen durante los eventos. En ocasiones estas variaciones pueden llegar a ser del 300% o del 400% en cuestión de segundos, por ejemplo, cuando se produce un gol en un partido de fútbol.

## Precauciones y riesgos
Apostar siempre implica riesgos. Las apuestas en directo son especialmente arriesgadas debido a que obligan a tomar decisiones de inversión en tiempo real. Esto dificulta la evaluación y el cálculo de las probabilidades, lo cual puede fácilmente inducir a errores al operador. Por otro lado, el componente de realimentación emocional que incluyen puede incidir en el desarrollo de trastornos psicológicos tales como la ludopatía. Debe además tenerse en cuenta que la tecnología actual pone a disposición del corredor de apuestas la información de los acontecimientos en tiempo real, obteniendo y procesando ésta con un retraso o delay muy inferior a los que tienen las transmisiones televisivas que siguen los apostantes.
- Datos: Q16531940